# Alphonse Joseph Charles Dubois

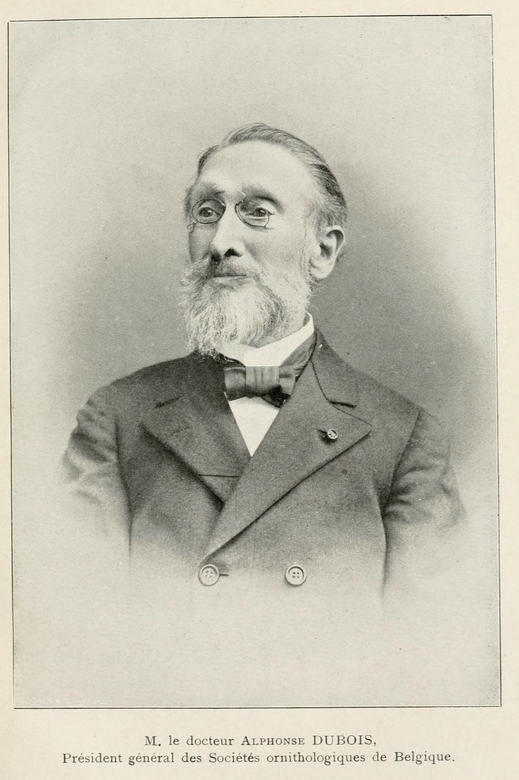
Alphonse Joseph Charles Dubois (1839–1921)

Alphonse Joseph Charles Dubois (* 18. Oktober 1839 in Aachen; † 1. Juni 1921 in Koksijde) war ein belgischer Zoologe, Ornithologe und Tierillustrator.

## Leben und Wirken
Die Familie väterlicherseits stammte aus Frankreich. Alphonses letzter französischer Vorfahre war der 1726 in Paris geborene François Dubois, der später als Lehrer in Darmstadt arbeitete. Die weiteren Nachkommen lebten in Deutschland. Kurz nach Dubois’ Geburt zog sein Vater Charles Frédéric Dubois (1804–1867) mit seiner Familie nach Brüssel. Den Großteil seines Lebens hat Alphonse Dubois auch dort gelebt und wurde im Jahr 1874 in Belgien eingebürgert. Hier erhielt er an der Mittelschule seine grund- und wirtschaftswissenschaftliche Bildung und am Gymnasium (Athénée) seine geisteswissenschaftliche Ausbildung. Er studierte an der Freien Universität Brüssel, an der er in den Naturwissenschaften promovierte.
In der von Charles Jacques Édouard Morren (1833–1886)  herausgegebenen Fachzeitschrift La Belgique horticole publizierte er in den Jahren 1863 bis 1864 eine Serie von Artikeln, die sich mit der Nützlichkeit verschiedener Tierarten für die Pflanzenwelt auseinandersetzte. Morren erkannte den Mehrwert dieser Artikel für die Wissenschaft und riet Dubois, an einem Wettbewerb der Société d’horticulture de Belgique teilzunehmen. Sein Beitrag zum Wettbewerb war ein Lehrbuch der forst- und landwirtschaftlichen Entomologie (Traité d'entomologie horticole, agricole et forestière, exposé méthodique des insectes nuisibles et utiles) im Umfang von 232 Seiten und vier Tafeln, mit dem er auch gewann. Im Jahr 1865 erlangte er den Doktorgrad in den Naturwissenschaften. Seine Dissertation behandelte die pathologische Anatomie von Hirnhautblutungen (Quelques considérations sur l’anatomie pathologique des hémorrhagies méningées).
Er gründete das Fachmagazin Archives cosmologiques. Revue des sciences naturelles avec leurs applications à la médecine, à l’agriculture, aux arts et à l’industrie, das zwischen 1867 und 1869 monatlich erschien. Als 1867 sein Vater verstarb, vervollständigte und publizierte er dessen begonnene Werke Les lépidoptères de la Belgique und Les Oiseaux de l’Europe. Im Jahr 1869 wurde Dubois zum Kurator für höhere Wirbeltiere am Muséum des sciences naturelles de Belgique ernannt.
Sein vierbändiges Monumentalwerk Faune des vertébrés de la Belgique beinhaltete 427 Tafeln. Außerdem arbeitete er mit vielen Tageszeitungen wie L’Independance, Le Petit Bleu, Le Soir und L’Étoile Belge in deren Wissenschaftsrubrik zusammen.
Dubois setze sich für den Schutz insektenfressender Vögel ein, ein Anliegen, welches am 21. April 1873 per königlichem Erlass umgesetzt wurde. Im Jahr 1903 wurde er Präsident der Kommission zur Verfeinerung des bestehenden Dekrets.
In Philogène Auguste Galilée Wytsmans (1866–1925) Werk Genera Avium bearbeitete er die Pelikane (Pelecanidae) (Teil 7, 1907), die Turakos (Musophagidae) (Teil 8, 1907) und die Nashornvögel (Bucerotidae) (Teil 13, 1911).

## Mitgliedschaften und Ehrungen
Dubois war Honorary Fellow der American Ornithologists’ Union, Generaldirektor der Société ornitologiquique de la Belgique, Ehrenpräsident der Société ornitologiquique du Centre de la Belgique, seit der Gründung im Jahr 1876 Mitglied der Société zoologique de France, Ehrenmitglied der Société zoologique d'Amsterdam, der Ungarischen Ornithologischen Zentrale, der Ligues Royale Belge. Dazu agierte er als korrespondierendes Mitglied der Zoological Society of London und der Société nationale des sciences naturelles et mathématiques de Cherbourg, als Mitglied des nationalen und internationalen ornithologisches Komitees sowie der Kommission für Studien des nationalen Museums mit Belgisch-Kongo in Tevuren.
Im Jahr 1885 wurde er zum Ritter des Leopoldsordens ernannt. 1894 erhielt er den Orden für Zivilverdienste erster Klasse, 1905 den Orden Leopolds II.

## Erstbeschreibungen durch Alphonse Joseph Charles Dubois
Dubois hat zahlreiche Arten und Unterarten, die neu für die Wissenschaft waren, beschrieben. Dazu gehören chronologisch u. a.:

### Arten
- Yucatánblaurabe (Cyanocorax yucatanicus (Dubois, AJC, 1875))
- Braunlori (Chalcopsitta duivenbodei (Dubois, AJC, 1884))
- Trauerkassike (Cacicus sclateri (Dubois, AJC, 1887))
- Duboispfäffchen (Sporophila ardesiaca (Dubois, AJC, 1894))
- Duboislaubsänger (Seicercus cebuensis (Dubois, AJC, 1900))
- Weynsweber (Ploceus weynsi (Dubois, AJC, 1900))
- Nahanwachtel (Ptilopachus nahani Dubois, AJC, 1905)

### Unterarten
- Grünhäher (Cyanocorax yncas cyanodorsalis (Dubois, AJC, 1874))
- Feldsperling (Passer montanus malaccensis Dubois, AJC, 1887)
- Feuerrückenspecht (Dinopium javanense borneonense (Dubois, AJC, 1897))
- Narinatrogon (Apaloderma narina rufiventre (Dubois, AJC, 1897))
- Rotnasen-Grüntaube (Treron calvus salvadorii (Dubois, AJC, 1897))
- Australrohrsänger (Acrocephalus australis gouldi Dubois, AJC, 1901)
- Saypanbrillenvogel (Zosterops conspicillatus saypani Dubois, AJC, 1902)
- Weißbauch-Zwergfischer (Corythornis leucogaster leopoldi (Dubois, AJC, 1905))
- Senegalbrillenvogel (Zosterops senegalensis reichenowi Dubois, AJC, 1911)

Die von ihm nach einem Tier im Jugendkleid beschriebene Adlerart  Spizaetus devillei Dubois, AJC, 1874 gilt heute als Synonym des Isidoradlers Oraetus isidori.

## Dedikationsnamen
Gustav Hartlaub (1814–1900) ehrte ihn 1886 durch die Benennung einer Unterart des Schwarzkopfwebers (Ploceus melanocephalus duboisi), William Lutley Sclater (1863–1944) im Jahr 1922 in einer Unterart des Trompeterhornvogels (Bycanistes fistulator duboisi). Auch im Trivialnamen des Duboispfäffchens (Sporophila ardesiaca) und des Duboislaubsängers (Seicercus cebuensis) findet sich sein Name.

## Schriften (Auswahl)
- Quelques considérations sur l’anatomie pathologique des hémorrhagies méningées. Imp. Rignoux, Paris 1859.
- De l’utilité de certains animaux pour la Campagne. In: La Belgique horticole. Journal des Jardins, des Serres et des Vergers. Band 13, 1963, S. 134–139 (babel.hathitrust.org [abgerufen am 18. Dezember 2015]).
- De l'utilité de certains animaux pour la Campagne. In: La Belgique horticole. Journal des Jardins, des Serres et des Vergers. Band 13, 1963, S. 217–221 (babel.hathitrust.org [abgerufen am 18. Dezember 2015]).
- De l'utilité de certains animaux pour la Campagne. In: La Belgique horticole. Journal des Jardins, des Serres et des Vergers. Band 14, 1964, S. 271–279 (babel.hathitrust.org [abgerufen am 18. Dezember 2015]).
- Traité d'entomologie horticole, agricole et forestière exposé méthodique des insectes nuisibles et utiles. Imprimerie et Lithographie de C. Annoot-Braeckmant, Brüssel 1864.
- mit Charles Frédéric Dubois: Les Oiseaux de l'Europe et leurs oeufs, décrits et dessinés d'après nature. Band 1. Librairie C. Muquardt, Merzbach et Falk Succ, Brüssel 1868 (gallica.bnf.fr [abgerufen am 18. Dezember 2015]).
- Conspectus systematicus et geographicus Avium Europaearum. Librairie C. Muquardt, Merzbach et Falk Succ, Brüssel 1871.
- mit Charles Frédéric Dubois: Les Oiseaux de l'Europe et leurs oeufs, décrits et dessinés d'après nature. Band 2. Librairie C. Muquardt, Merzbach et Falk Succ, Brüssel 1872 (gallica.bnf.fr [abgerufen am 18. Dezember 2015]).
- Histoire Populaire Des Animaux Utiles De La Belgique. Etablissements Generaux D'imprimerie, Brüssel 1873.
- Descriptions d’un Spitaetus nouveaux. In: Académie royale des sciences, des lettres et des beaux-arts de Belgique. Serie 2, Band 38, 1874, S. 129–131 (biodiversitylibrary.org [abgerufen am 18. Dezember 2015]).
- Remarques morphologiques sur les espèces du sou-genre Xanthoura. In: Académie royale des sciences, des lettres et des beaux-arts de Belgique. Serie 2, Band 38, 1874, S. 488–494 (biodiversitylibrary.org [abgerufen am 18. Dezember 2015]).
- mit Charles Frédéric Dubois: Les lépidoptères de la Belgique, leurs chenilles et leurs chrysalides décrits et figurés d'après nature. Band 1. Librairie C. Muquardt, Merzbach et Falk Succ, Brüssel 1874 (gallica.bnf.fr [abgerufen am 18. Dezember 2015]).
- Descriptions de quelques oiseaux nouveaux. In: Académie royale des sciences, des lettres et des beaux-arts de Belgique. Serie 2, Band 40, 1875, S. 797–801 (biodiversitylibrary.org [abgerufen am 18. Dezember 2015]).
- mit Charles Frédéric Dubois: Les lépidoptères de la Belgique, leurs chenilles et leurs chrysalides décrits et figurés d'après nature. Band 2. Librairie C. Muquardt, Merzbach et Falk Succ, Brüssel 1880 (gallica.bnf.fr [abgerufen am 18. Dezember 2015]).
- Manuel de zoologie conforme aux progrès de la science. A. N. Lebègue, Brüssel 1882.
- Aperçu du règne animal ou Premières notions de zoologie. A. N. Lebègue, Brüssel 1882.
- Description d'un échidné et d'un perroquet inédits de la Nouvelle-Gunée. In: Bulletin du Musée royal d'histoire naturelle de Belgique. Band 3, 1884, S. 109–114, Tafel 4 & 5 (biodiversitylibrary.org [abgerufen am 18. Dezember 2015]).
- Les lépidoptères de la Belgique, leurs chenilles et leurs chrysalides décrits et figurés d'après nature. Band 3. Librairie C. Muquardt, Merzbach et Falk Succ, Brüssel 1884 (gallica.bnf.fr [abgerufen am 18. Dezember 2015]).
- Description de deux nouvelles espèces d'oiseaux. In: Bulletin du Musée royal d'histoire naturelle de Belgique. Band 5, 1887, S. 1–4, Tafel 1 (biodiversitylibrary.org [abgerufen am 18. Dezember 2015]).
- Revue des derniers Systeme ornithologiques et nouvelle Classification proposee pour les oiseaux. In: Mémoires de la Société zoologique de France. Band 4, 1891, S. 96–116 (biodiversitylibrary.org [abgerufen am 18. Dezember 2015]).
- Les animaux nuisibles de la Belgique; histoire de leur mœurs et de leur propagation. Th. Falk, C. Muquardt, Brüssel 1893.
- Faune des vertébrés de la Belgique. Band 1. C. Muquardt, Brüssel 1887 (biodiversitylibrary.org [abgerufen am 18. Dezember 2015]).
- Faune des vertébrés de la Belgique. Band 2. C. Muquardt, Brüssel 1894 (biodiversitylibrary.org [abgerufen am 18. Dezember 2015]).
- Descriptions d’un nouveau Couroucou africain. In: Proceedings of the General Meeting for Science Business of the Zoological Society of London for the Year 1896. 1896, S. 999–1000 (biodiversitylibrary.org [abgerufen am 18. Dezember 2015]).
- Remarques sur certains Oiseaux supposes nouveaux. In: Proceedings of the General Meeting for Science Business of the Zoological Society of London for the Year 1896. 1897, S. 782–784 (biodiversitylibrary.org [abgerufen am 18. Dezember 2015]).
- Synopsis avium: nouveau manuel d'ornithologie. Band 1. H. Lamertin, Brüssel 1902 (biodiversitylibrary.org [abgerufen am 18. Dezember 2015]).
- Synopsis avium: nouveau manuel d'ornithologie. Band 2. H. Lamertin, Brüssel 1904 (biodiversitylibrary.org [abgerufen am 18. Dezember 2015]).
- Zwei neue Vögel vom Kongo (Freistaat). In: Ornithologische Monatsberichte. Band 8, 1900, S. 69 (biodiversitylibrary.org [abgerufen am 18. Dezember 2015]).
- Remarques sur l’ornithologie de l’État indépendant du Congo: suivies d’une liste des espèces recueillies jusqu’ici dans cet état. In: Annales du Musée du Congo. Band 1: Zoologie, 1905, S. 1–36 (biodiversitylibrary.org [abgerufen am 18. Dezember 2015]).
- in Philogène Auguste Galilée Wytsman: Steganopodes. Fam. Pelecanidæ in Genera Avium. Nr. 7. V. Verteneuil & L. Desmet, Brüssel 1907 (biodiversitylibrary.org [abgerufen am 18. Dezember 2015]).
- in Philogène Auguste Galilée Wytsman: Picariæ. Fam. Musophagidæ in Genera Avium. Nr. 8. V. Verteneuil & L. Desmet, Brüssel 1907 (biodiversitylibrary.org [abgerufen am 18. Dezember 2015]).
- in Philogène Auguste Galilée Wytsman: Picariæ. Fam. Bucerotidæ in Genera Avium. Nr. 13. V. Verteneuil & L. Desmet, Brüssel 1911 (biodiversitylibrary.org [abgerufen am 18. Dezember 2015]).
- Description d'oiseaux nouveaux du Congo Belge. In: Revue française d'ornithologie. Band 2, Nr. 22, 1911, S. 17–18 (biodiversitylibrary.org [abgerufen am 18. Dezember 2015]).
- Sur quelques Oiseaux nouveaux ou peu connus. In: Mémoires de la Société zoologique de France. Band 7, 1922, S. 399–404 (biodiversitylibrary.org [abgerufen am 18. Dezember 2015]).